# Udo Kistner
Udo Kistner (* 30. Januar 1954 in Offenbach am Main) ist ein deutscher Jazz- und Blues-Bassist.
Der Autodidakt Kistner gründete mit dem Gitarristen Michael Sagmeister 1976 das Michael Sagmeister Trio, mit dem er rasch überregionale Bekanntheit in der Jazzszene erreichte; daneben trat er zeitweilig auch mit Henryk Darlowskis Virgo auf. Ab 1989 war er Bassist in der Daniel Guggenheim Group. Mit dieser Fusionband nahm er zwei Alben auf. Konzertreisen führten ihn u. a. bis nach Argentinien. Ab 1992 spielte Kistner in der Frankfurt City Blues Band. Im Jahr 1998 nahm er ein Album mit dem Jazzgitarristen Thomas Langer auf, mit dem er auch auf Tournee ging.
2002 entstand ein Album mit dem Kabarettisten Arnim Töpel. Seither spielt Udo Kistner live u. a. mit Backroots und der Manfred Häder Bluesband. Seit 2007 arbeitet Udo Kistner u. a. mit Sheila Messina, Michael Minor, Torsten Buckpesch, Uwe Schmedemann und Torsten Dechert im R&B-Bandprojekt Skywalk  zusammen.
Kistners Markenzeichen ist sein virtuoses Solospiel, das stilistisch an Jaco Pastorius erinnert, den er als sein musikalisches Vorbild nennt.